# Amphicyon
Amphicyon (лат.) — вымерший род псообразных хищных из семейства амфиционид. Населял Северную Америку, Евразию и Африку в миоцене, примерно от 20,6 до 9 миллионов лет назад, просуществовав около 11,6 миллионов лет.
Название рода образовано от др.-греч. ἀμφι- +κύων, буквально «двойственная собака», и выбрано из-за сочетания у этих животных признаков медведей и собак.
Amphicyon были типичными представителями своего семейства, сочетая в себе черты псовых и медвежьих. Длина тела крупнейших представителей рода достигала 2,5 м, а масса оценивается в 600 кг (Amphicyon ingens). Они обладали массивным телосложением, острыми зубами и длинными хвостами. Возможно, были всеядными животными, наподобие современных бурых медведей.

## Виды
- Amphicyon major Blainville, 1841 (типовой вид)[3]
- Amphicyon giganteus Kaup, 1884
- Amphicyon laugnacensis Ginsburg,
- Amphicyon galushai Hunt, 2003
- Amphicyon frendens Matthew, 1924
- Amphicyon ingens Matthew, 1924